# Doraemon: Nobita và cuộc chiến vũ trụ
Doraemon: Nobita và cuộc chiến vũ trụ (Nhật: ドラえもん のび太の宇宙小戦争 Hepburn: Doraemon Nobita no Little Star Wars, n.đ. Doraemon: Tiểu chiến tranh vũ trụ của Nobita) là phim khoa học viễn tưởng 1985 của đạo diễn Tsutomu Shibayama. Truyện được tác giả Fujiko F. Fujio đăng trên tạp chí CoroCoro Comic từ tháng 8 năm 1984 đến tháng 1 năm 1985. Tiếp theo các chương truyện này được nhà xuất bản Shogakukan tập hợp thành một cuốn truyện dài hoàn chỉnh. Bộ truyện cũng được phát hành tại Việt Nam với tên ban đầu là Tên độc tài vũ trụ . Nội dung kể về chuyến phiêu lưu của Nobita và những người bạn đến hành tinh người tí hon Parika chống lại tên độc tài. Sau đó bộ chuyển thể thành phim dài và được công chiếu vào ngày 16 tháng 3 năm 1985. Ca khúc mở đầu phim là "Doraemon no Uta" (ドラえもんのうた, dịch nghĩa Bài hát về Doraemon) do Ōsugi Kumiko trình bày và ca khúc kết thúc là "Shounen Ki" (少年期, dịch nghĩa Thời niên thiếu) do Takeda Tetsuya trình bày. Phim được công chiếu và phát hành ở một số quốc gia trên thế giới: Đài Loan được phát hành vào thập niên 1990, Tây Ban Nha (30 tháng 8 năm 2002), Ấn Độ (5 tháng 12 năm 2010).
Tác phẩm này dựa trên phim Uchū Daisensō 1959 của đạo diễn Honda Ishirō. Là tác phẩm thứ 6 trong loạt truyện dài và phim chủ đề Doraemon. Vào năm 2021, phim được làm lại với chất lượng hoạt hoạ cao hơn dưới tựa đề Doraemon: Nobita và cuộc chiến vũ trụ tí hon 2021.

## Nội dung

Bìa truyện Nobita và cuộc chiến vũ trụ

Câu chuyện bắt đầu với một cuộc đảo chính ở một hành tinh xa xôi ngoài vũ trụ. Tổng thống của hành tinh được đưa lên một chiếc phi thuyền cứu nạn....
Tại Tokyo, nhóm bạn Nobita, Jaian và Suneo đang có một dự án làm phim chiến tranh vũ trụ. Nhưng do một cú hắt xì tai hại Nobita đã phá hỏng một số đạo cụ, điều đó khiến cho cậu bị đuổi khỏi đoàn làm phim. Ấm ức, Nobita quyết định mời Dekisugi gia nhập nhóm làm phim riêng của mình. Nhưng không may, cậu đã chậm chân hơn Jaian và Suneo. Cuối cùng Nobita đành chọn Shizuka và đề tài phim cổ tích của cô bé để sản xuất. Trong lúc quay, con thỏ bông của Shizuka đột ngột mất tích và ba người bạn phát hiện ra một chiếc phi thuyền kì dị. Không chỉ nhóm làm phim của Nobita gặp chuyện lạ, ngay cả nhóm Jaian, Suneo, Dekisugi cũng phát hiện ra rằng một cảnh phim của họ đã bị cắt ngang bởi ... con thỏ bông. Lúc trở về nhà, Nobita và Doraemon phát hiện ra con thỏ nằm trong sân nhà cậu, hai người rất ngạc nhiên và các cậu phát hiện ra con thỏ do Papi - tổng thống của hành tinh Pirika - cưỡi.
Papi sau đó kể về thân phận là Tổng thống hành tinh Pirika đang phải trốn chạy tổ chức PCA lãnh đạo bởi Tướng Quân Gilmore. Sau khi nghe câu chuyện của Papi kể lại, Nobita đồng ý giúp đỡ người bạn mới quen. Ngày hôm sau, nhóm của Jaian đang quay lại cảnh phim bị hỏng thì xuất hiện một con tàu vũ trụ hình cá voi đến bắn phá. Cả nhóm đã ném đã hỏng con tàu và cho rằng đó là do Nobita đến phá đám và kéo nhau tới hỏi tội Nobita. Sau khi nghe rõ câu truyện, Jaian - Suneo và sau này còn có thêm cả Shizuka đã đồng ý giúp đỡ Papi lấy lại hành tinh của mình. Không may, địa điểm của cả nhóm bị lộ, khi Nobita, Doraemon, Jaian, và Suneo đi tìm bọn phản loạn thì chúng đã đột nhập vào ngôi nhà và bắt giữ Shizuka, lấy cắp chiếc Đèn pin thu nhỏ. Để đổi lấy tự do cho Shizuka, Papi buộc phải để bị bắt về hành tinh của mình.
Sau khi Shizuka trở về, kể lại mọi chuyện, nhóm bạn Nobita đã quyết định phải tới Pirika để đánh đuổi Gilmore. Tại đó, sau khi phá tan một chiếc chiến đấu cơ không người lái của bọn phản loạn, họ gặp bác Genbu-tổng chỉ huy quân Hội Đồng Minh Tự do và được nhờ đi móc nối với đội biệt kích trong thành phố thông qua sự chỉ dẫn của Rocoloco. Không ngờ, khi chiếc chiến đấu cơ bị phá vỡ, một máy ghi âm đã được cài vào chiếc xe tăng của nhóm bạn, chính vì vậy, bọn PCA đã biết được thông tin này và tổ chức vây bắt, tóm gọn Jaian, Nobita, Doraemon cùng với nhóm biệt kích. Cùng lúc đó, tên Dracolulu đào được ba chiếc xe tăng do nhóm Jaien, Nobita, Doraemon bỏ lại trước khi vào thành phố. Nhờ vậy hắn đã nghiên cứu và tìm ra được điểm yếu của chiếc xe tăng chính là ở phần ăng ten. Ngay lập tức, Dracolulu lệnh cho bọn đàn em tấn công hai chiếc chiến xe còn lại, khiến cho Shizuka và Suneo rơi xuống biển.
Nhưng bỗng có một chuyện lạ xảy ra, hiệu lực của Đèn pin phóng to dần mất đi khi hai người bị rơi xuống biển (ánh sáng của đèn pin thu nhỏ hết tác dụng). Nhờ vậy, nhóm ba người Jaian, Nobita, Doraemon cũng trở nên to lớn, kịp thời thoát khỏi bị xử bắn. Sau khi trở lại hình dạng bình thường, năm người bạn sử dụng sức mạnh của mình để quét sạch bọn phiến loạn, giúp Papi trở lại vị trí tổng thống. Đồng thời, người dân cũng bắt giữ Gilmore khi hắn định chạy trốn. Hòa bình lần nữa trở lại trên hành tinh Pirika xinh đẹp.

## Phân vai
| Nhân vật     | Diễn viên lồng tiếng Nhật |
| ------------ | ------------------------- |
| Doraemon     | Oyama Nobuyo              |
| Nobita       | Ohara Noriko              |
| Genbu        | Kanai Dai                 |
| Suneo        | Kimotsuki Kaneta          |
| Jaian        | Tatekabe Kazuya           |
| Papi         | Han Keiko                 |
| Shizuka      | Nomura Michiko            |
| Mẹ Nobita    | Chijimatsu Sachiko        |
| Dekisugi     | Shirakawa Sumiko          |
| Roko Roko    | Mitsuya Yuji              |
| Dorakoruru   | Yara Yuusaku              |
| Girumoa      | Yanai Nobuo               |
| Binh sĩ PCIA | Nakao Ryusei              |